# Introitus (Gesang)

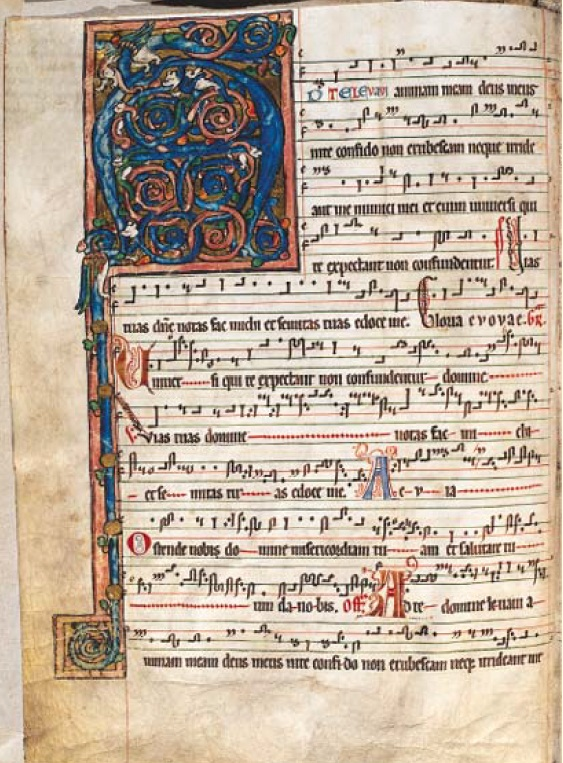
Seite aus einem Graduale Cisterciense mit dem Introitus des ersten Adventssonntags Ad te levavi

Der Introitus (lateinisch für ‚Einzug‘), Einzugspsalm oder Einzugsgesang ist ein Gesang des Propriums zum Einzug bei einer Heiligen Messe. Die lateinischen Namen der Sonntage im Kirchenjahr sind in der Regel dem Anfang des jeweiligen Introitus entnommen.

## Geschichtliche Entwicklung
Ursprünglich war der Introitus ein gesungener Psalm mit einem Vorvers, der refrainartigen Antiphon, der den Einzug des Bischofs in die Kirche am Beginn des Gottesdienstes begleitete. Vom Haupteingang aus durchschritt der Zelebrant mit dem Klerus die Kirche in einer Prozession, während die Schola den Introitus sang; in der fränkisch geprägten Liturgie des frühen Mittelalters sprachen Bischof und Klerus währenddessen den Psalm 43 mit dem Refrain Introibo ad altare Dei, ad Deum qui laetificat iuventutem meam („Ich will hintreten zum Altare Gottes, zu Gott, der meine Jugend erfreut“, Ps 43,4 ), der später mit dem Confiteor zum Stufengebet wurde. War die Prozession am Altar angekommen, wurde das Gloria Patri angestimmt.
Diese Form des Introitus wurde vermutlich im 5. Jahrhundert eingeführt, als christliche Basiliken in größerem Umfang gebaut wurden. Ab dem 8. Jahrhundert wurde der Introitus als Teil der Heiligen Messe angesehen und vom Priester übernommen – insbesondere in der sogenannten stillen Messe, wo der Priester ihn sprach. Diese Praxis setzte sich schließlich auch für festliche Messen durch und führte zu einer weiteren Entwicklung: Der Zelebrant hatte den Introitus in jedem Fall nach Altarkuss und Inzens des Altares, am Altar stehend, zu rezitieren, auch wenn er von der Schola gesungen worden war. Ab dem 14. Jahrhundert begann der Introitus erst, wenn der Zelebrant am Altar angekommen war.
Der Introituspsalm verkürzte sich im Laufe der Jahre, da einerseits das musikalische Gewicht auf der Antiphon lag, die im Hochmittelalter durch Tropen verziert und verlängert war, und weil andererseits in kleineren Kirchen der Einzug kürzer war. Spätestens seit der Romanik befand sich die Sakristei nicht mehr am Eingang der Kirche, sondern nah am Chor.
Im 20. Jahrhundert wurde die ursprüngliche, längere Form teilweise wiederhergestellt, beispielsweise 1922 in der Krönungsmesse für Papst Pius XI. Mit der Instruktion über die Kirchenmusik vom 3. September 1958 wurde erlaubt, zusätzliche Psalmverse in den Introitus zu übernehmen, wenn er den festlichen Einzug des Priesters begleitet.

## Text
Der Text des Introitus gehört zum Proprium Missae. Er variiert je nach Anlass der Messfeier bzw. nach der Zeit im Kirchenjahr und besteht aus der auf das Festgeheimnis bzw. die liturgischen Texte des Tages einstimmenden Antiphon als dem Haupttext, auf der auch das musikalische Hauptgewicht liegt. Zur Antiphon können ein Psalmvers oder wenige Verse sowie das Gloria Patri hinzutreten. Die Antiphon stammte meist aus dem zum Einzug gesungenen Psalm; er wurde im Mittelalter dann als introitus regularis  bezeichnet. Neben Psalmen wurden für die Antiphon auch andere Texte verwendet (introitus irregularis), beispielsweise stammt die Antiphon des Introitus vieler Marienfeste Salve sancta parens („Gruß dir, heilige Mutter“) von Cälius Sedulius (5. Jahrhundert). Häufig ist die Antiphon der Tagesepistel entnommen. Der Introitus der dritten Weihnachtsmesse ist ein Zitat des Propheten Jesaja: Puer natus est nobis et Filius datus est nobis. („Ein Kind ist uns geboren, ein Sohn ist uns geschenkt“, Jes 9,5 ), der Introitus zu Pfingsten stammt aus dem Buch der Weisheit: Spiritus Domini replevit orbem terrarum („Der Geist des Herrn erfüllt den Erdkreis“, Weish 1,7 ).
In der nach 1970 reformierten ordentlichen Form des römischen Ritus beginnt an Stelle des Introitus das Ordinarium der Tagesliturgie mit einem Eröffnungsvers, am Fest der Erscheinung des Herrn beispielsweise: Seht, gekommen ist der Herrscher, der Herr. In seiner Hand ist die Macht und das Reich. Dies ist die Übersetzung der tradierten Introitus-Antiphon des Festes Ecce advenit dominator Dominus: et regnum in manu eius et potestas et imperium.

## Singweise

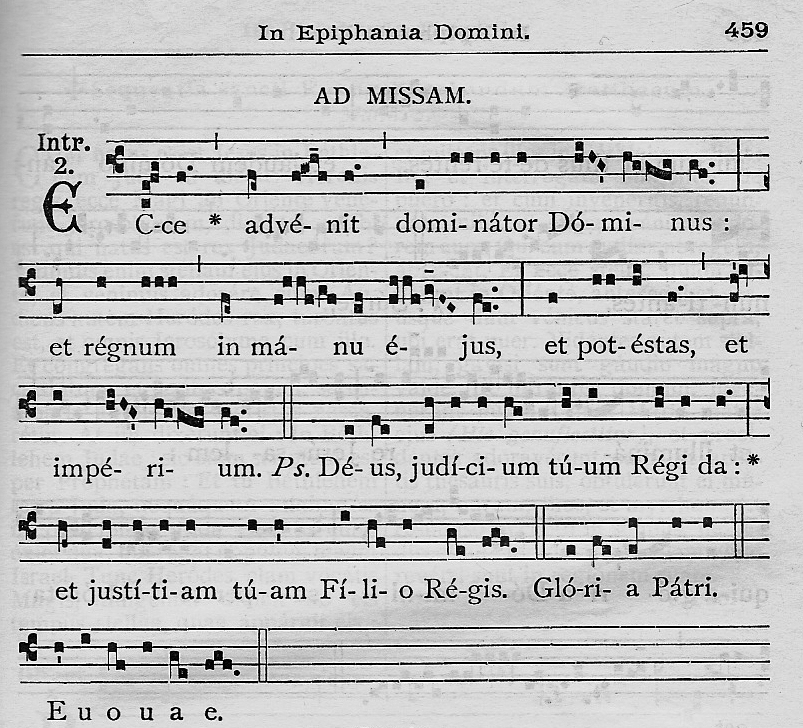
Introitus Ecce advenit dominator zum Fest der Erscheinung des Herrn im II. Ton

Der Introitus als antiphonaler Gesang wird zweichörig gesungen, im Wechsel zwischen einem oder mehreren Vorsängern und der ganzen Schola oder der Gemeinde.
In den Choralbüchern des Gregorianischen Gesangs wird der Introitus mit der ganzen Antiphon und einem Psalmvers (gekennzeichnet mit Ps.) dargestellt, das Gloria Patri nur mit seinen Anfangsworten, und von der Schlusskadenz sind nur die Neumen über den Vokalen E – u – o – u – a – e (für „saeculorum. Amen“) verzeichnet. Der Psalmton, in dem der Psalm gesungen wird, richtet sich nach der Tonart der Antiphon, die meist über der Initiale der Antiphon angegeben wird.
Die Vorsänger beginnen und singen die Antiphon bis zum Asteriscus (Sternchen, „*“ im Text), die gesamte Schola fährt fort. Die Vorsänger singen den ersten Teil des Psalmverses bis zum Stern, die Schola den zweiten Teil, dann die Vorsänger den ersten Teil der Doxologie Gloria Patri und die Schola den zweiten Teil „sicut erat in principio…“ Am Schluss wiederholen alle die Antiphon.
In Messen für Verstorbene entfiel in der bis 1970 gültigen Liturgie die abschließende Doxologie. Seit den 1950er-Jahren kann der Introitus in seiner Länge an die Dauer des Einzugs angepasst werden, wie es im Mittelalter üblich war. Es können zusätzliche Psalmverse hinzugefügt werden, nach denen jeweils auch die Antiphon wiederholt werden kann, der Introitus kann aber auch um die Doxologie gekürzt oder auf das Singen der Antiphon beschränkt werden.

## Platzierung in der Liturgie

### Römisch-katholische Kirche
Im Römischen Ritus nach dem Konzil von Trient war der Introitus der erste Text des Propriums, den der Priester an der rechten Altarseite sprach, wenn er nach dem Stufengebet zum Altar getreten war und diesen geküsst hatte. Die Schola sang den Introitus während des Einzugs und während des Stufengebets; die Vorschriften sahen vor: Accedente Sacerdote ad altare, incipiunt Cantores Antiphonam ad Introitum. ‚Während der Priester an den Altar tritt, beginnen die Sänger mit der Antiphon zum Introitus.‘ Gleichwohl hatte der Priester den Introitus am Altar noch leise zu rezitieren.
Die Vollform des gesungenen Introitus kommt in der nach dem Zweiten Vatikanischen Konzil erneuerten katholischen Liturgie nur im Choralamt vor; die Rezitation durch den Priester ist jedoch entfallen. Versuche, entsprechende deutsche Singformen mit Antiphon und Psalm einzuführen, waren nicht erfolgreich. Das Gotteslob bietet bis heute einzelne festzeitlich geprägte Antiphonen für solche Singweisen.
In der Regel ist beim gemeindlichen Gottesdienst ein Gemeindelied zum Einzug üblich, wie es sich bei der im deutschen Sprachraum ab etwa 1930 verbreiteten Betsingmesse eingebürgert hatte. Erster Text des Messordinariums ist heute der „Eröffnungsvers“, der der Antiphon des traditionellen Introitus entspricht, aber nur eine Rolle spielt, wenn nicht gesungen wird: „Wird zum Einzug nicht gesungen, wird der im Messbuch vorgesehene Eröffnungsvers von allen oder einigen Gläubigen oder vom Lektor vorgetragen, andernfalls vom Priester selbst, der ihn auch nach der Art eines Eröffnungswortes anpassen kann.“
Das Proprium der heiligen Messe in der Osternacht hat keinen Introitus, da die heilige Messe bis zur Liturgiereform nach dem Zweiten Vatikanischen Konzil unmittelbar auf die Tauffeier folgte; während der Prozession vom Taufbrunnen zum Altar wurde statt des Introitus die Allerheiligenlitanei gesungen. Heute folgt die heilige Messe in der Osternacht direkt auf die Lichtfeier, der Introitus entfällt weiterhin.

### Evangelischer Gottesdienst
Die Elemente des vorreformatorischen Introitus sind auch in den liturgischen Agenden zahlreicher evangelischer Landeskirchen und Kirchengemeinden noch erkennbar. Hier gehört zur Eröffnung eines Gottesdienstes häufig ein „Votum“ oder eine „Tageslosung“, die der Antiphon zum Introitus ähnlich ist und etwa auf den Namen des Sonntags Bezug nimmt. Auch der Psalm als Teil der Gottesdiensteröffnung ist vor Kyrie eleison und Gloria vielerorts erhalten. In den Gemeinden der Selbständigen Evangelisch-lutherischen Kirche (SELK) wird – ähnlich wie es in der Agende I der VELKD vorgesehen war – in der Regel der Introitus mit gregorianischen Psalmtönen in deutscher Sprache gesungen.